# Porto di Hambantota
Il Porto di Hambantota (noto anche come Magampura Mahinda Rajapaksa Port) è un porto marittimo ad Hambantota, nello Sri Lanka. Prende il nome dall'ex presidente Mahinda Rajapaksa. La prima fase del porto è stata inaugurata il 18 novembre 2010, con il primo approdo cerimoniale della nave "Jetliner" per l'utilizzo delle strutture portuali. Non è stato ancora completato, essendo costruito parzialmente.

## Storia
Il porto di Hambantota è costruito nell'entroterra e gestito dall'Autorità dei porti dello Sri Lanka. Il costo totale stimato per la costruzione della Fase 1 del progetto è di 361 milioni di dollari, di cui l'85% è stato finanziato dalla EXIM Bank della Repubblica Popolare Cinese. La costruzione del porto è iniziata nel gennaio 2008. Sarà il porto più grande dello Sri Lanka, dopo il porto di Colombo. Il porto di Hambantota servirà navi che viaggiano lungo la rotta di trasporto est-ovest che passa da sei a dieci miglia nautiche (19 km) a sud di Hambantota. La prima fase del progetto portuale fornirà servizi di bunkeraggio, riparazione navale, costruzione navale e cambio equipaggio. Le fasi successive aumenteranno la capacità del porto fino a 20 milioni di teu all'anno. Una volta completato, sarà il più grande porto costruito sulla terra fino ad oggi nel XXI secolo. Tuttavia, il porto di Hambantota nel 2016 ha realizzato un fatturato di 11,81 milioni di dollari e ha sostenuto spese di 10 milioni di dollari come costi diretti e amministrativi per registrare un utile operativo di appena 1,81 milioni di dollari. Poiché il porto ha subito pesanti perdite, rendendo difficile il rimborso del debito, nel 2016 è stato proposto di affittare l'80% del porto con uno swap di debito per capitale alla holding China Merchants Ports (CMPort), che investirà $ 1,12 miliardi per rilanciare il porto nell'ambito di un partenariato pubblico-privato. Successivamente, è stato deciso che, in base all'accordo, CMPorts cederà il 20% delle sue azioni a una società cingalese entro dieci anni. CMPort dovrà spendere almeno 700-800 milioni di dollari per portare il porto a livello operativo. Nel mese di luglio 2017 è stato firmato l'accordo, ma solo il 70% del porto è stato versato a CMPort anziché l'80% inizialmente proposto. Nel luglio 2018, fu annunciato che lo Sri Lanka avrebbe trasferito la sua base navale da Galle a Hambantota.